# كلو فرانكس
كلو فرانكس (بالإنجليزية: Chloe Franks)‏ هي ممثلة أمريكية، ولدت في 4 أبريل 1959.

## أعمال

### أفلام
- (1977) ليلة موسيقية قصيرة

## وصلات خارجية
- كلو فرانكس على موقع IMDb (الإنجليزية)
- كلو فرانكس على موقع قاعدة بيانات الفيلم (الإنجليزية)